# Ďurkovce
Ďurkovce (węg. Gyürki) – wieś (obec) na Słowacji położona w kraju bańskobystrzyckim, w powiecie Veľký Krtíš. Pierwsze wzmianki o miejscowości pochodzą z 1262 roku.
Według danych z dnia 31 grudnia 2012 roku, wieś zamieszkiwało 131 osób, w tym 71 kobiet i 60 mężczyzn.
W 2001 roku pod względem narodowości i przynależności etnicznej 36,5% mieszkańców stanowili Słowacy, a 63,5% Węgrzy.
Ze względu na wyznawaną religię w 2001 roku 98,54% mieszkańców było katolikami rzymskimi, a 1,46% ewangelikami.